# Сторерія
Сторерія (Storeria) — рід неотруйних змій підродини вужеві родини полозові (Colubridae).

## Таксономія
Рід включає 4 види. Інші назви (в інших мовах, тут переклади) — «червоночеревна змія» та «американська коричнева змія» (не слід плутати з коричневою змією з родини аспідових).

## Опис
Загальна довжина представників цього роду коливається від 20 до 35 см. Голова невелика, широка. Тулуб кремезний. Забарвлення здебільшого коричневе. Черево жовтувате або червоне. Мають здатність змінювати колір шкіри, темнішати, навіть ставати чорними. Уздовж тулуба тягнуться вузькі світлі смуги, між якими розташовані темні цяточки.

## Спосіб життя
Полюбляють вологі місцини, уникають відкритих просторів. Активні вночі. Харчуються безхребетними, равликами, дрібними земноводними.
Це яйцеживородні змії.

## Розповсюдження
Мешкають у Північній та Центральній Америці.

## Види
- Storeria dekayi — змія Декея
- Storeria hidalgoensis
- Storeria occipitomaculata — змія червоночеревна
- Storeria storerioides